# Dorotea av Danmark
För andra prinsessor med samma namn, se Dorotea av Danmark (1528–1575) eller Dorotea av Danmark (hertiginna av Preussen).
Dorotea av Danmark, född 10 november 1520 i Köpenhamn, död 31 maj 1580 i Neumarkt in der Oberpfalz, var tronpretendent och prinsessa av Danmark, Norge och Sverige, samt kurfurstinna av Pfalz. Hon var dotter till kung Kristian II och drottning Elisabet av Danmark, Norge och Sverige.

## Biografi
Dorotea flyttade efter faderns avsättning med sin familj till Nederländerna, där hon växte upp. Efter moderns död 1526 blev hon och hennes syskon tagna från sin far. Som sin fars äldsta barn hade hon anspråk på Danmarks tron, och hennes mors släkt Habsburg vill gifta bort henne med en man som kunde hävda dessa rättigheter. 
På morbrodern, Karl V, tysk-romersk kejsares befallning, blev hon 1535 vid 15 års ålder bortgift med den 53-årige Fredrik II av Pfalz. Bröllopet ägde rum i Heidelberg. Under grevefejden försökte Doroteas make erhålla stöd från Nederländerna för att kunna uppträda mot Kristian III av Danmark. Även senare frukade man Danmark de pfalziska planerna, något som fick Kristian att liera sig med Sverige och Frankrike. Efter år 1536 var anspråken på Danmarks tron inte längre aktivt understödda av Habsburg, och 1544 drog de efter freden med Frankrike även formellt tillbaka sitt stöd.
Äktenskapet blev barnlöst. 1544 blev maken kurfurste i Pfalz. De förhindrade reformationen i Pfalz, trots Doroteas personliga sympatier för protestantismen. 19 februari 1556 blev Dorotea änka och hon levde som sådan fram till sin död. Hon ärvde anspråket på Danmarks tron av sin far 1559, men hon skulle ha behövt familjen Habsburgs hjälp för att hävda det. Som barnlös änka ansågs hon dock politiskt betydelselös, och hon överlät 1561 sina anspråk på sin syster. Hon levde därefter ett tillbakadraget liv.